# John Oates
John William Oates (Nueva York; 7 de abril de 1948) es un músico, guitarrista y productor discográfico estadounidense. Es mayormente conocido por haber sido parte del dúo Hall & Oates junto al cantante Daryl Hall.

## Carrera
Hizo sus estudios secundarios en la North Penn High School, en Filadelfia.
Después de la secundaria entró a la Universidad Temple en Filadelfia. Fue allí donde conoció a Daryl Hall, también músico y estudiante de esa universidad. Ambos formaron parte de varias bandas juveniles en ese entonces, hasta que formaron el dúo Hall & Oates y firmaron con Atlantic Records en 1972.
El dúo Hall & Oates grabó 21 álbumes y vendió 80 millones de unidades en todo el mundo, convirtiéndose así en el más exitoso dúo pop/rock en la historia. 10 temas suyos llegaron a ser número uno en las listas de Estados Unidos y más de 20 alcanzaron el Top 40. Su influencia en la música pop moderna fue señalada por numerosas bandas contemporáneas como Gym Class Heroes y The Killers.
Luego de 30 años como parte de Hall & Oates, Oates lanzó su primer álbum solista en 2002, titulado Phunk Shui. Oates participó de la canción "Greatest Mistake" (en español, "El más grande error"), de Handsome Boy Modeling School, que aparece en el álbum de esta banda titulado White People (2004).
En 2008 lanzó el álbum solista titulado 1000 Miles of Life (en español, "1000 millas de vida"). En 2009, John Oates protagonizó una serie animada llamada J. Stache, creada por Evan Duby.

## Vida personal
Actualmente, Oates vive en Aspen, Colorado, junto con su familia. Está casado con Aimee Oates y juntos tienen un hijo, Tanner John Oates, nacido el 19 de junio de 1996.

## Discografía como solista
- Phunk Shui (2002)
- John Oates: Live At The Historic Wheeler Opera House (2004)
- John Oates Solo - The Album, The Concert (2006)
- 1000 Miles of Life (2008)